# Kajikazawa en la provincia de Kai
Kajikazawa en la provincia de Kai (甲州石班澤 Kōshū Kajikazawa?) es una estampa japonesa de estilo ukiyo-e obra de Katsushika Hokusai. Fue producida entre 1830 y 1832 como parte de la célebre serie Treinta y seis vistas del monte Fuji, a finales del período Edo. La imagen es considerada una de las obras maestras de la serie, en particular su impresión temprana en tonos azules (aizuri-e).

## Descripción
Parado precariamente sobre un saliente rocoso, un hombre arroja su red al violento río Fuji en Kajikazawa (en el actual Fujikawa de la prefectura de Yamanashi). El fuerte viento y las olas azotan con fuerza a las figuras, pero a su vez «estas fuerzas también brindan al hombre una forma de vida cuando está decidido a sobrevivir». La determinación del pescador por conseguir una buena captura se expresa en su postura, con el pie sujeto a la roca y el cuerpo inclinado para sujetas los aparejos. Su hijo, sentado tras él en la piedra, se encarga de vigilar la cesta de pescado; pese que no comparten palabras, ambos están inmersos en su tarea de forma conjunta. Hokusai busca representar al ser humano y la naturaleza fusionados en uno: la imagen está llena de movimiento, su cuerpo tenso imita el movimiento de las olas debajo, y esta forma curva se refleja en la roca sobre la que se encuentra. La forma triangular de las líneas de los hilos de pescar también se hace eco del monte Fuji, que se ve elevándose por encima.

## Versiones

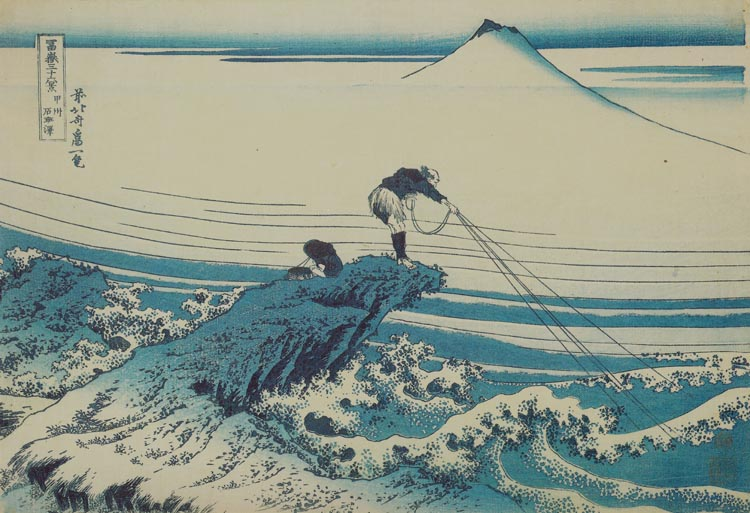
La primera impresión empleaba el aizuri-e, técnica donde predomina el azul monocromático.

La primera impresión emplea la técnica aizuri-e, mientras que las versiones posteriores agregan diferentes colores. El pescador y su hijo se presentan con una chaqueta roja, mientras que las rocas se colorean con un degradado (bokashi) de verde a amarillo. Algunas impresiones también añaden una raya rosa en el cielo. Aún con todo, la versión más celebrada es la primera: la relación visual entre el hombre, cercano al espectador, y la naturaleza, al fondo, se ve realzada por la profunda coloración en azul de Prusia que Hokusai le dio a la chaqueta de pescador, el vértice de la costa en primer plano y la cima de la montaña.